# Frichemesnil
Frichemesnil is een gemeente in het Franse departement Seine-Maritime (regio Normandië) en telt 396 inwoners (2004). De plaats maakt deel uit van het arrondissement Rouen.

## Geografie
De oppervlakte van Frichemesnil bedraagt 8,1 km², de bevolkingsdichtheid is 48,9 inwoners per km².

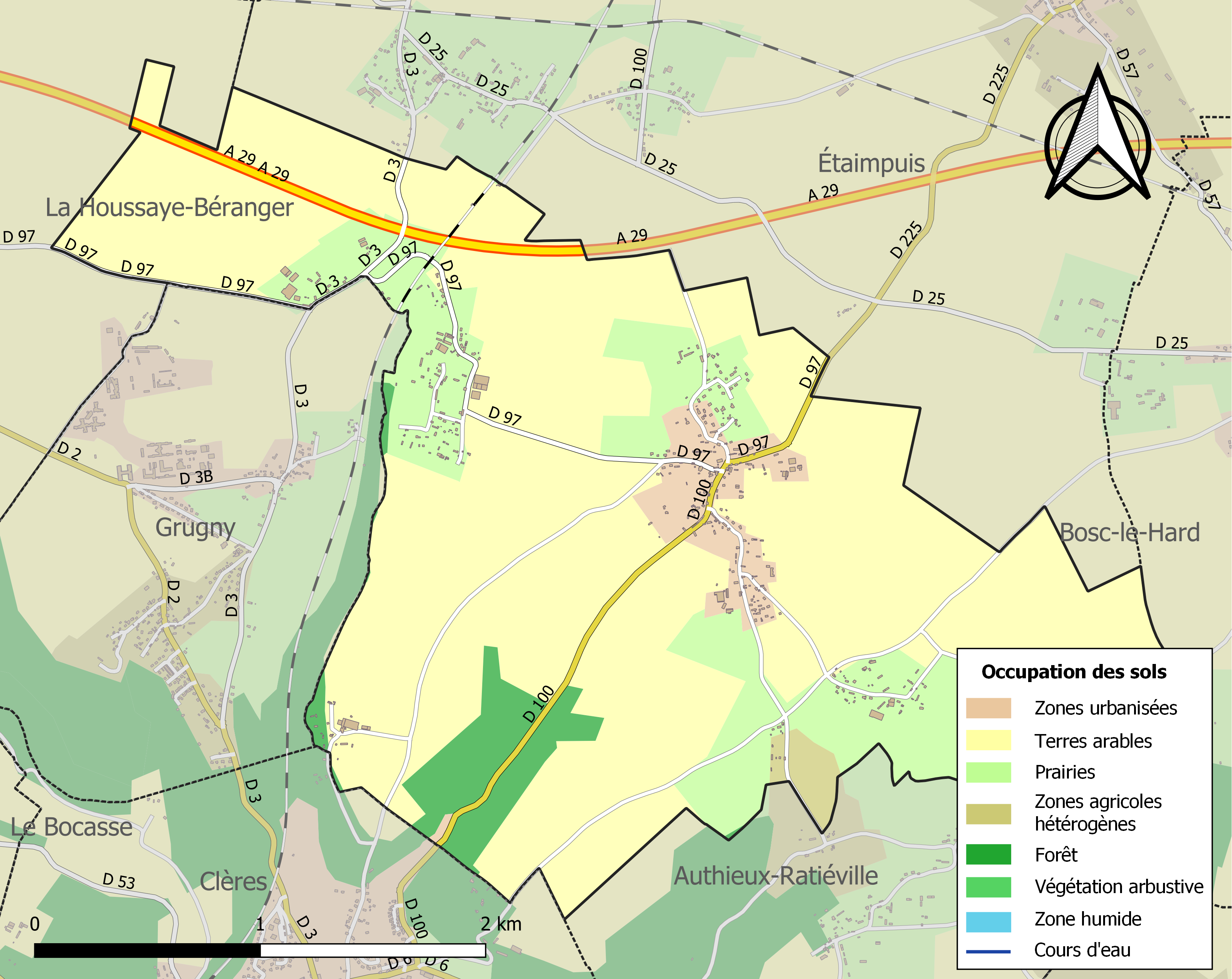
Kaart van de gemeente met de belangrijkste infrastructuur, bodemgebruik en omliggende gemeenten

## Demografie
Onderstaande figuur toont het verloop van het inwonertal (bron: INSEE-tellingen).